# Kočín
Kočín (autrefois : Kočiny ; en allemand : Kotschin) est une commune du district de Plzeň-Nord, dans la région de Plzeň, en République tchèque. Sa population s'élevait à 116 habitants en 2022.

## Géographie
Kočín se trouve à 7 km à l'est de Plasy, à 23 km au nord-nord-est du centre de Plzeň et à 71 km à l'ouest-sud-ouest de Prague.
La commune est limitée par Kopidlo au nord, par Kozojedy à l'est, par Dolní Hradiště au sud, et par Plasy à l'ouest.

## Histoire
La première mention écrite de la localité date de 1183.

## Transports
Par la route, Kočín se trouve à 8 km de Kralovice, à 26 km de Plzeň et à 122 km de Prague. 